# Varatchaya Wongteanchai
Varatchaya Wongteanchai (thailändisch วรัชญา วงค์เทียนชัย, RTGS: Worachaya Wongthianchai; * 7. September 1989 in Chiang Rai) ist eine thailändische Tennisspielerin. Ihre jüngere Schwester Varunya ist ebenfalls Tennisprofi.

## Karriere
Varatchaya, die im Alter von sieben Jahren mit dem Tennissport begann, bevorzugt dabei laut ITF-Profil Hartplätze.
Sie spielte hauptsächlich auf Turnieren des ITF Women’s Circuit, bei denen sie vier Einzel- und 31 Doppeltitel gewonnen hat. Bei den PTT Bangkok Open 2006 stand sie erstmals im Hauptfeld eines WTA-Turniers. Sie verlor mit ihrer Doppelpartnerin Noppawan Lertcheewakarn gegen Nicole Pratt und Shikha Uberoi mit 1:6 und 4:6.
Im März 2016 gewann sie beim Turnier in Kuala Lumpur an der Seite von Yang Zhaoxuan schließlich ihren ersten WTA-Titel. Im Juli folgte in Bukarest Doppeltitel Nummer zwei.
2009 bis 2014 spielte Varatchaya für die thailändische Fed-Cup-Mannschaft, sie kann im Fed Cup eine Bilanz von 10:6 Siegen vorweisen.
Im Februar 2018 spielte sie ihr letztes Profiturnier im australischen Burnie und wird seit November 2018 nicht mehr in den Weltranglisten geführt.

## Turniersiege

### Einzel
| Nr. | Datum            | Turnier    | Kategorie   | Belag     | Finalgegnerin     | Ergebnis        |
| --- | ---------------- | ---------- | ----------- | --------- | ----------------- | --------------- |
| 1.  | 27. Februar 2011 | Mumbai     | ITF $10.000 | Hartplatz | Vlada Ekshibarova | 2:6, 6:4, 6:1   |
| 2.  | 19. Juni 2011    | Balikpapan | ITF $25.000 | Hartplatz | Wang Qiang        | 7:5, 6:3        |
| 3.  | 26. Juni 2011    | Pattaya    | ITF $10.000 | Hartplatz | Anna Tyulpa       | 6:4, 6:1        |
| 4.  | 12. Januar 2013  | Quanzhou   | ITF $50.000 | Hartplatz | Nadija Kitschenok | 6:2, 6:75, 7:65 |

### Doppel
| Nr. | Datum              | Turnier        | Kategorie         | Belag             | Partnerin               | Finalgegnerinnen                           | Ergebnis           |
| --- | ------------------ | -------------- | ----------------- | ----------------- | ----------------------- | ------------------------------------------ | ------------------ |
| 1.  | 22. Juli 2006      | Bangkok        | ITF $10.000       | Hartplatz         | Nungnadda Wannasuk      | Chang Kai-chen Nguyễn Tuy-Dung             | 6:4, 6:4           |
| 2.  | 24. September 2006 | Jakarta        | ITF $10.000       | Hartplatz         | Noppawan Lertcheewakarn | Ayu-Fani Damayanti Lavinia Tananta         | 6:2, 6:4           |
| 3.  | 19. November 2006  | Manila         | ITF $10.000       | Hartplatz         | Noppawan Lertcheewakarn | Kao Shao-yuan Thassha Vitayaviroj          | 3:6, 6:3, 7:62     |
| 4.  | 13. Juli 2007      | Khon Kaen      | ITF $10.000       | Hartplatz         | Sophia Mulsap           | Denise Dy Nungnadda Wannasuk               | 6:4, 6:2           |
| 5.  | 27. Juli 2007      | Bangkok        | ITF $10.000       | Hartplatz         | Sophia Mulsap           | Noppawan Lertcheewakarn Napaporn Tongsalee | 4:6, 6:4, 6:1      |
| 6.  | 16. November 2007  | Pune           | ITF $25.000       | Hartplatz         | Zhang Ling              | Wynne Prakusya Angelique Widjaja           | 1:6, 7:5, [10:5]   |
| 7.  | 23. November 2007  | Aurangabad     | ITF $10.000       | Sand              | Sandhya Nagaraj         | Ankita Bhambri Sanaa Bhambri               | 7:64, 7:5          |
| 8.  | 28. März 2008      | Wellington     | ITF $10.000       | Hartplatz         | Ayaka Maekawa           | Tomoko Dokei Etsuko Kitazaki               | 6:1, 6:3           |
| 9.  | 20. September 2008 | Kyōto          | ITF $10.000       | Teppich (Halle)   | Ayumi Oka               | Maki Arai Yurina Koshino                   | 5:7, 6:2, [10:2]   |
| 10. | 13. Juni 2009      | Bangkok        | ITF $10.000       | Hartplatz         | Suchanun Viratprasert   | Tomoko Dokei Yoo Mi                        | 6:3, 6:1           |
| 11. | 26. Juni 2009      | Bangkok        | ITF $10.000       | Hartplatz         | Suchanun Viratprasert   | Tomoko Dokei Yoo Mi                        | ohne Spiel         |
| 12. | 2. August 2009     | Jakarta        | ITF $10.000       | Hartplatz         | Nungnadda Wannasuk      | Beatrice Gumulya Jessy Rompies             | 6:2, 6:75, [10:7]  |
| 13. | 3. Juli 2010       | Nonthaburi     | ITF $10.000       | Hartplatz         | Chen Yi                 | Kim Kun-hee Yu Min-hwa                     | 6:2, 6:2           |
| 14. | 16. Oktober 2010   | Pattaya        | ITF $10.000       | Hartplatz         | Chen Yi                 | Juan Ting-fei Zhu Lin                      | 7:5, 6:2           |
| 15. | 22. Oktober 2010   | Khon Kaen      | ITF $10.000       | Hartplatz         | Luksika Kumkhum         | Trang Hyunh Phuong Dai Maya Kato           | 6:4, 7:5           |
| 16. | 18. Februar 2011   | Aurangabad     | ITF $10.000       | Hartplatz         | Varunya Wongteanchai    | Nicole Clerico Maria Masini                | 4:6, 6:2, [10:6]   |
| 17. | 28. Mai 2011       | Bangkok        | ITF $25.000       | Hartplatz         | Li Ting                 | Ayu-Fani Damayanti Lavinia Tananta         | 6:1, 6:4           |
| 18. | 3. Juni 2011       | Bangkok        | ITF $25.000       | Hartplatz         | Li Ting                 | Ayu-Fani Damayanti Lavinia Tananta         | 5:7, 7:65, [10:5]  |
| 19. | 18. Juni 2011      | Balikpapan     | ITF $25.000       | Hartplatz         | Kanae Hisami            | Natsumi Hamamura Yurika Sema               | 6:3, 6:2           |
| 20. | 10. September 2011 | Noto           | ITF $25.000       | Teppich           | Kanae Hisami            | Natsumi Hamamura Ayumi Oka                 | 1:6, 7:64, [14:12] |
| 21. | 20. Juli 2012      | Astana         | ITF $25.000       | Hartplatz         | Luksika Kumkhum         | Weronika Kapschaj Jekaterina Jaschina      | 6:2, 6:4           |
| 22. | 1. September 2012  | Tsukuba        | ITF $25.000       | Hartplatz         | Luksika Kumkhum         | Yurina Koshino Mari Tanaka                 | 6:2, 6:2           |
| 23. | 22. März 2013      | Ipswich        | ITF $25.000       | Hartplatz         | Noppawan Lertcheewakarn | Viktorija Rajicic Storm Sanders            | 4:6, 6:1, [10:8]   |
| 24. | 25. April 2013     | Wenshan        | ITF $50.000       | Hartplatz         | Miki Miyamura           | Rika Fujiwara Junri Namigata               | 7:5, 6:3           |
| 25. | 14. Februar 2014   | Nonthaburi     | ITF $10.000       | Hartplatz         | Zhang Ling              | Tian Ran Tang Haochen                      | 2:6, 6:2, [12:10]  |
| 26. | 2. Juni 2014       | Tarakan        | ITF $10.000       | Hartplatz (Halle) | Varunya Wongteanchai    | Beatrice Gumulya Jessy Rompies             | 5:7, 6:4, [11:9]   |
| 27. | 7. Juli 2014       | Bangkok        | ITF $10.000       | Hartplatz         | Varunya Wongteanchai    | Luksika Kumkhum Tamarine Tanasugarn        | 6:3, 4:6, [10:8]   |
| 28. | 13. Oktober 2014   | Bangkok        | ITF $25.000       | Hartplatz         | Varunya Wongteanchai    | Martina Borecká Lesley Kerkhove            | 6:2, 5:7, [10:7]   |
| 29. | 31. Oktober 2014   | Margaret River | ITF $25.000       | Hartplatz         | Miyabi Inoue            | Carolin Daniels Laura Schaeder             | 4:6, 6:4, [10:3]   |
| 30. | 23. Februar 2015   | Aurangabad     | ITF $25.000       | Sand              | Lee Ya-hsuan            | Hsu Ching-wen Lee Pei-chi                  | 6:1, 7:64          |
| 31. | 6. März 2016       | Kuala Lumpur   | WTA International | Hartplatz         | Yang Zhaoxuan           | Liang Chen Wang Yafan                      | 4:6, 6:4, [10:7]   |
| 32. | 23. April 2016     | Nanning        | ITF $25.000       | Hartplatz         | Liu Chang               | Xenija Lykina Emily Webley-Smith           | 6:1, 6:4           |
| 33. | 17. Juli 2016      | Bukarest       | WTA International | Sand              | Jessica Moore           | Alexandra Cadanțu Katarzyna Piter          | 6:3, 7:65          |